# Omega1 Scorpii
Omega1 Scorpii (Omega1 Sco / ω1 Sco) è una stella di magnitudine 3,95 situata nella costellazione dello Scorpione. Condivide la lettera greca ω con Omega2 Scorpii, dalla quale è separata visualmente in cielo da 0,24°. Le due stelle tuttavia non sono legate gravitazionalmente tra loro, in quanto ω¹ Scorpii è molto più distante dalla Terra di quanto non lo sia ω² Scorpii. Possiede il nome tradizionale di Jabhat al Akrab, che deriva dall'arabo جبهة العقرب (jabhat al-caqrab), che significa "la fronte dello scorpione".

## Osservazione
Si tratta di una stella dell'emisfero celeste australe. Grazie alla sua posizione non fortemente meridionale, può essere osservata dalla gran parte delle regioni della Terra, sebbene gli osservatori dell'emisfero sud siano più avvantaggiati. Nei pressi dell'Antartide appare circumpolare, mentre resta sempre invisibile solo in prossimità del circolo polare artico.  Essendo di magnitudine 3,9, la si può osservare anche dai piccoli centri urbani senza difficoltà, sebbene un cielo non eccessivamente inquinato sia maggiormente indicato per la sua individuazione.
Il periodo più propizio per la sua osservazione nel cielo serale ricade nei mesi dell'estate boreale.

## Caratteristiche fisiche
Omega1 Scorpii è una stella bianco-azzurra di sequenza principale, distante 470 anni luce dal sistema solare.
Si tratta di uno dei membri più massicci dell'associazione Scorpione superiore, un sottogruppo dell'associazione Scorpius-Centaurus, la cui età è stimata in 11 milioni di anni circa e si trova a 470 anni luce dalla Terra. Ha una massa stimata in 11 volte quella del Sole, una temperatura superficiale di oltre 26.000 K, ed è oltre 9000 volte più luminosa della nostra stella. Il database stellare Simbad la indica come variabile Beta Cephei, tuttavia la stella non è presente nel catalogo dell'American Association of Variable Star Observers.

## Occultazioni
Per la sua posizione prossima all'eclittica, è talvolta soggetta ad occultazioni da parte della Luna e, più raramente, dei pianeti, generalmente quelli interni.
L'ultima occultazione lunare si è verificata il 4 marzo 2013.